# Leptothorax unifasciatus unifasciatus
Leptothorax unifasciatus unifasciatus é uma subespécie de insetos himenópteros, mais especificamente de formigas pertencente à família Formicidae.
A autoridade científica da subespécie é Latreille, tendo sido descrita no ano de 1798.
Trata-se de uma subespécie presente no território português.